# Использование немецкого языка в международных организациях
Немецкий язык широко распространён как изучаемый язык, он является десятым по численности говорящих на нём и входит в число самых распространённых языков в мире. Такое положение немецкого языка делает его весьма значимым в международных политических и экономических отношениях, культурной и спортивной жизни немецкоязычных государств.

## Европейский союз
Немецкий является одним из 23 официальных языков Европейского союза, а также наряду с английским и французским одним из рабочих языков. По числу носителей он уступает английскому, но опережает французский, занимая, таким образом, положение второго языка Европы.

### Совет Европы
Официальными языками организации являются английский и французский; немецкий, наряду с русским, итальянским и официальными, является одним из рабочих языков Парламентской ассамблеи.

## Организация объединённых наций
Немецкий язык не является ни официальным, ни рабочим языком ООН. Его особое положение по сравнению с другими языками, не являющимися официальными, состоит в том, что с 1975 в ООН действует Немецкая переводческая служба (нем. Deutsche Übersetzungsdienst), которая создаёт немецкие версии для всех важных документов. Эта служба в составе Секретариата ООН финансируется Фондом обеспечения, который поддерживается Германией, Австрией, Швейцарией и Лихтенштейном.
Всемирная организация интеллектуальной собственности, одно из подразделений ООН, курирует Договор о патентной кооперации (англ. Patent Cooperation Treaty, PCT). Немецкий является одним из языков на котором можно подать заявку на патент.

## НАТО
Североатлантический альянс признаёт только два официальных языка: английский и французский.

## Другие международные организации
К самым важным международным учреждениям вне ЕС, в которых немецкий язык считается одним из официальных, относятся:
- Европейская патентная организация (EPO)
- Европейское космическое агентство (ESA)
- Репортёры без границ (ROG)
- Всемирная газетная ассоциация (WAN)
- Многочисленные европейские и мировые спортивные объединения:
  - Европейская федерация гандбола (EHF)
  - Международная федерация баскетбола (FIBA)
  - Международная федерация бобслея и тобоггана (FIBT)
  - Международная федерация футбола (FIFA)
  - Международная федерация гимнастики (FIG)
  - Международная федерация санного спорта (FIL)
  - Международная федерация лыжного спорта (FIS)
  - Международный союз биатлонистов (IBU)
  - Союз европейских футбольных ассоциаций (UEFA)